# 亚历克斯·萨尔蒙德
阿歷山大·義律·安德遜·薩蒙德（英語：Alexander Elliot Anderson Salmond，1954年12月31日—2024年10月12日），通稱亚历克斯·萨尔蒙德（Alex Salmond），蘇格蘭政治人物、经济学家，2007至2014年間擔任蘇格蘭首席部長。作為蘇格蘭民族主義運動的重要人物，他兩度出任苏格兰民族党领袖（1990至2000年、2004至2014年），並自2021年起擔任阿爾巴黨領袖直到2024年逝世。

## 生平

### 早年经历
萨尔蒙德于1954年12月出生在苏格兰的林利斯戈，其父母当时都是公务员，而他则是父母的第四个孩子。后来，他毕业于圣安德鲁斯大学，并获得了经济学和历史学学位。
1978年，萨尔蒙德进入农业部掌管种植业和渔业。1980年，他进入苏格兰皇家银行，并一直干了7年。在职期间，他对苏格兰的石油产业做出了卓越贡献。

### 政治生涯
從政後，萨尔蒙德一直致力於推動蘇格蘭獨立運動，並曾擔任蘇格蘭民族黨领袖長達20年。
2007年5月，他帶領蘇格蘭民族黨首次取得蘇格蘭的執政權，並成為第4位蘇格蘭首席部長。由於當時蘇民黨僅比工黨多一席，故只能組建少數政府。2011年，蘇民黨終在新一屆選舉中取下69席，得以組建多數政府，其後跟英國首相、保守黨成員大衛·卡麥隆簽署協議，並於2014年9月成功實現獨立公投，但是獨立派最終僅獲得45%的選票，故蘇格蘭將續留大不列顛聯合王國。而萨尔蒙德則對結果表示不滿，並於翌日辭去首席部長及黨魁之職務。
此後，當地民眾對蘇民黨的支持率得到大幅提升，他也其後表示將會參加下議院選舉並當選。但萨蒙德兩年後尋求連任失敗。
2021年3月，他另起爐灶，成立阿爾巴黨，劍指5月的蘇格蘭議會選舉。然而該黨未能取得任何議席。

### 逝世
萨尔蒙德于2024年10月12日在北馬其頓奥赫里德猝逝，享年69岁。他当天早些时候曾在格奥尔基·伊万诺夫青年领袖学校发表演讲。北马其顿政府官员称，他于当地时间15:30左右在Inex Olgica酒店病倒，后被宣布当场死亡。死因有待尸检确定。他的死讯宣布后，应苏格兰议会主席的要求，爱丁堡苏格兰议会大厦下半旗致哀。

## 个人生活
萨尔蒙德的妻子莫伊是一名高级公务员，比他年长17岁，1970年代开始在萨尔蒙德的办公室工作，两人在1981年结婚，未有子女。
萨尔蒙德的主要兴趣和爱好是：高尔夫球、赛马、足球和阅读。他支持苏格兰俱乐部，有时还亲自参加比赛。他曾亲自出席了2008年的流浪者俱乐部之间和圣彼得堡泽尼特队的欧洲联盟杯决赛。
他的另一个兴趣就是倡导苏格兰文化，他喜欢看，听乡村音乐和西部音乐。

## 评价
传媒大亨称其为：“英国最杰出的政治家”。
蘇格蘭曾有媒體報導萨尔蒙德與中國統戰部轄下的龍凰酒樓負責人友好。